# 1947 a filmművészetben

## Események
- március 13. – Ronald Reagan és Gene Kelly lesznek a hollywoodi Screen Actors Guild elnökei.
- június 19. – Eizenstein rendezőt a moszkvai Szovjet Tudományos Akadémia Filmszekciója vezetőjévé nevezik ki.
- szeptember – Németországban megjelenik a Film-Revue első kiadása.
- november 17. – Németországban megalapítják a Német Filmintézetet.
- november 25. - 10 neves rendezőt, producert és színészt elbocsátanak, közöttük Lauren Bacallt, Rochard Contet, Humprey Bogartot azok közül akik tiltakoztak a Joseph Raymond McCarthy-féle szenátusi bizottság működése ellen. A bizottság számos filmest eltilt foglalkozásától, mivel kommunistákkal való kapcsolat fenntartásával gyanúsítják őket.
- Magyarországon belügyminisztériumi rendelet kíván segíteni a filmgyártáson azzal a kedvezménnyel, hogy egy-egy cég 200 ezer forintos hitelt vagy segélyt vehet fel. Egy film elkészítése kb. 500 ezer forintba kerül.

## Sikerfilmek
Észak-Amerika
1. Forever Amber – rendező Otto Preminger
2. Unconquered – rendező Cecil B. DeMille

## Magyar filmek
- Asszonysors – rendező Szemes Mihály
- Betlehemi királyok, rövid – rendező Kertész Pál
- Doua lumi si o dragoste – rendező Gertler Viktor
- Ének a búzamezőkről – rendező Szőts István
- Fél pár gyűrött kesztyű – rendező Deésy Alfréd
- Az ipar újra él! – rendező Fejér Tamás
- Könnyű múzsa – rendező Kerényi Zoltán
- Mezei próféta – rendező Bán Frigyes
- Valahol Európában – rendező Radványi Géza

## Díjak, fesztiválok
Oscar-díj (március 13.)
- Film: Életünk legszebb évei
- Rendező: William Wyler – Életünk legszebb évei
- Férfi főszereplő: Fredric March – Életünk legszebb évei
- Női főszereplő: Olivia de Havilland – Kisiklott élet

1947-es cannes-i filmfesztivál
Velencei Nemzetközi Filmfesztivál (szeptember)
- Nagydíj: Búgnak a tárnák – Karel Stekly
- Rendező: Henri-Georges Clouzot – Bűnös vagy áldozat
- Férfi főszereplő: Pierre Fresnay – Vincent Úr
- Női főszereplő: Anna Magnani – A tiszteletre méltó Angelina

## Filmbemutatók
- Black Narcissus – rendező Michael Powell és Emeric Pressburger
- Brighton Rock – rendező John Boulting
- Call Northside 777 – főszereplő James Stewart
- Crossfire – rendező Edward Dmytryk
- Desert Fury – rendező Lewis Allen
- Fame is the Spur – főszereplő Michael Redgrave
- Hue and Cry – rendező Charles Crichton
- Life with Father – rendező Kertész Mihály
- Mine Own Executioner – rendező Anthony Kimmins
- Miracle on 34th Street – rendező George Seaton
- Odd Man Out – rendező Carol Reed
- Out of the Past – rendező Jacques Tourneur
- Quai des Orfèvres – rendező Henri-Georges Clouzot
- Road to Rio – főszereplő Bob Hope és Bing Crosby
- The Shocking Miss Pilgrim – rendező Frederica Sagor Maas
- Békében élni – rendező Luigi Zampa

## Rajzfilm bemutatók
- Popeye, a tengerész (1933–1957)
- Tom and Jerry (1940–1958)

## Születések
- március 4. – Nicole Calfan, francia színésznő
- március 6. – Rob Reiner, színész, humorista, producer
- április 15. – Lois Chiles – amerikai színésznő
- július 19. – Gazdag Gyula, rendező
- július 27. – Ilya Salkind, producer
- július 30. – Arnold Schwarzenegger színész
- augusztus 28. – Gothár Péter rendező
- október 15. – Lynn Lowry – amerikai színésznő
- október 19. – Bánsági Ildikó színésznő
- szeptember 21. – Stephen King, író
- szeptember 27. – Maros Gábor, színész, énekes, rendező, operatőr
- december 27. – Steven Spielberg, amerikai rendező

## Halálozások
- május 31. – Adrienne Ames, 39, színésznő